# Mathieu Lorentz
Mathieu Lorentz (ur. 15 czerwca 1976) – francuski zapaśnik walczący w stylu klasycznym. Zajął 27 miejsce na mistrzostwach świata w 2017. Szósty w Pucharze Świata w 2009.
Mistrz Francji w 2002, 2005, 2006, 2009, 2010, 2015, 2016 i 2017 roku.